# ライモ・ユヴァスヤルヴィ
ライモ・カレルヴォ・ユヴァスヤルヴィ（フィンランド語: Raimo Kalervo Jyväsjärvi、1956年2月12日 - ）は、フィンランドの軍人。中将。2011年から2014年までフィンランド陸軍最高司令官を、2014年7月初めから2015年末までフィンランド国防軍の国防軍司令部長官を務めた。2016年1月1日よりユッカ・ユースティ少将の後を継ぎ、国防省部長に就任した。

## 経歴
ユヴァスヤルヴィは1956年2月12日にフィンランドのマンッタで生まれた。
1979年にフィンランド国防大学の体育科を卒業し、1981年中尉に任官された。国防大学卒業時から1986年まで北カルヤラ県の砲兵部隊に配属され、その後1年間国際連合兵力引き離し監視軍に移って活動した。1987年よりフィンランド国防大学や戦闘学校などの砲兵科で教鞭を執っている。
偵察部隊や砲兵旅団の指揮官を経て、2003年にコソボのKFORに移った。1年の勤務の後フィンランドに帰国し、国防軍司令部の企画部長に就任。2011年7月1日からイルッカ・アスパラの後任としてフィンランド陸軍最高司令官となった。2014年7月1日に司令官職をセッポ・トイヴォネンに引き継ぎ、ユヴァスヤルヴィは国防軍司令部長官に任命された。